# 2018年8月

## 8月1日
- 美国参议院以87票支持、10票反對通過「不恢復對中兴通讯禁售令」版本的《2019年度國防授權法案》。相同版本的法案早前已在眾議院獲得通過。[1]

- 四年一度的國際數學家大會在巴西里約熱內盧開幕，頒發菲爾茲獎予考切爾·比爾卡爾、阿萊西奧·菲加里、皮特·舒爾策、阿克沙伊·文卡泰什。[2]
- 韓國首都首爾的氣溫一度達到攝氏38.8度，是當地自1907年有氣象記錄以來的最高溫。[3]

## 8月2日
- 梵蒂冈更新《天主教教理》，表明天主教會不接受今後以死刑懲罰罪犯，並「决心致力于在全世界废除死刑」。[4]

## 8月3日
- 哥倫比亞即將卸任的總統胡安·曼努埃爾·桑托斯，在當日的一份外交部的官方文件中，以哥倫比亞政府名義，承認巴勒斯坦國是自由、獨立的主權國家。[5]

## 8月4日
- 一架Ju 52飛機在瑞士東部山區墜毀，機上20人無人生還。[6]

## 8月5日
- 印度尼西亚龙目岛发生强烈地震，造成436人喪生。[7]
- 澳大利亚總理麦肯·腾博宣佈新的援助農民措施，以幫助他們渡過當地100年來其中一場最嚴重的旱災，當中新南威爾士州有99%的土地處於旱災。[8][9]

## 8月6日
- 土耳其里拉兌美元匯率一度下跌約5.5%，達到1美元兌5.4250里拉，是截至該日的歷史上最低位。[10]

## 8月7日
- 美國重新对伊朗实施与其核项目有关的首階段经济制裁。[11]
- 美國宣佈對總值約160億美元的中國進口產品加徵25%關稅，從8月23日起生效。[12]
- 伊萬·杜克·馬爾克斯宣誓就任哥伦比亚总统。[13]
- 特斯拉公司行政總裁伊隆·马斯克表示考慮把公司私有化。[14]（同月宣佈放棄計劃。）[15]
- 波蘭能源部於能源市場上，首次訂購高達22,700百萬瓦電力訂單，每千瓦約327.8波幣。此長期合約，推斷大部分（70%）的份額，將會由PG&E公司爭取獲得。[16]

## 8月8日
- 澳大利亚新南威爾士州宣佈該州已完全陷入旱災。北面的昆士蘭州也有超過一半地區處於旱災。[17]
- 刚果民主共和国政府發言人宣佈總統约瑟夫·卡比拉將不會參加2018年12月舉行的大選。[18]

## 8月9日
- 新加坡从马来西亚独立53周年。滨海湾浮动舞台是新加坡国庆庆典的场地。[19]
- 一輛校車在也門萨达省達哈延市被沙特領導的聯軍的空襲命中，造成至少43人喪生。[20]

## 8月10日
- 2018年土耳其貨幣和債務危機惡化。美國總統唐納·川普宣佈對土耳其出口到美國的鋼和鋁分別徵收50%和20%關稅後，土耳其里拉跌勢加劇。[21]
- 塔利班向阿富汗加兹尼省首府加兹尼發動大規模攻勢。[22]截至8月13日在加茲尼的戰鬥已造成超過300人喪生。[23]

## 8月12日
- 2018年馬里總統選舉進行次輪投票。[24]
- 美国国家航空航天局的帕克太陽探測器於卡纳维拉尔角空军基地37号航天发射复合体發射升空。[25]
- 敘利亞伊德利卜省沙姆解放組織控制區內一個軍火庫發生爆炸，造成至少67人喪生。[26]

## 8月13日
- 土耳其中央銀行同日宣布，調降所有「存款準備率」2.5%，3年內到期「非核心外債準備率」4.0%。此舉，將釋出金融體系中100億里拉，60億美元和相當於34億美元的黃金流動性。[27]德國總理安格拉·默克尔同日言談表示，「德國要一個經濟繁榮的土耳其，這也符合德國的利益」。[28]阿根廷國家央行，為因應土耳其幣貶值問題，亦於同日提高「基準利率(tasa de referencia)」自40% 調升至45%，盼望此舉能有助穩定阿根廷幣之匯率信心。[29]
- 新加坡同日起，正式推行企業版「PayNow」電子支付系統，此舉，乃暨個人版「PayNow」推行後之延伸。[30]

## 8月14日
- 意大利热那亚莫蘭迪橋的一段橋面塌下，造成至少35人喪生。[31]
- 因應土耳其中央銀行8月13日大幅調降銀行「準備率」動作，同日上午里拉（TL）對美元匯率止跌回升。同日下午，土耳其總統雷杰普·塔伊普·埃尔多安言談表示，「排除凍結外幣存款帳戶」及「土耳其堅守自由市場經濟」。[28]由於土耳其里拉（TL）的大幅貶跌，連帶影響到捷克克朗對美元的匯率，亦間接拖累借款銀行的歐洲國家（如：西班牙、法國、英國和意大利），其總借金額已高達1,600億美元。[32]

## 8月15日
- 蔡英文造訪位於洛杉磯的85°C門市，引發兩岸關係巨大動盪。[33][34][35]
- 奈及利亞石油技術發展基金，於同日舉辦的研討會上，一致同意未來將使用100%的本國原材料製作的煉油催化劑，以替代成本高昂的進口煉油催化劑。[36]

## 8月16日
- 廈門航空MF8667航班23時55分在暴雨中降落菲律賓馬尼拉的尼諾伊·阿基諾國際機場時滑出跑道，機身損毀嚴重，起落架受損，左引擎脫落，無人受傷。飛機需以起重機吊離跑道。有約一百五十班航班改道或取消，數以千計乘客滯留機場。跑道封閉將近36小時後重開。[37][38][39][40]
- 由波士頓環球報牽頭，紐約時報、英國衛報、芝加哥太陽時報、費城詢問報和邁阿密先驅報等近350份報章聯合發表捍衛新聞自由的社論，反擊美國總統特朗普指媒體散播「假新聞」，是美國「人民公敵」的說法，斥這是針對媒體的「下流之戰」（dirty war）[41]。
- 全球黃金價格因應美元強勢升值及各新興國家央行為「貨幣阻貶」而大量拋售黃金，至同日止，市場價格曾一度跌至每英兩1,160美元，創2017年1月以來，盤中最低價。[42]

## 8月17日
- 巴基斯坦國民議會以176票支持選舉巴基斯坦正義運動主席伊姆蘭·汗為新一任總理。[43]

## 8月19日
- 埃及總統塞西（Abdel Fattah el-Sisi）簽署新法例收緊對互聯網的控制。依例當局可以將被認為對國家安全或經濟構成威脅的網站封鎖，任何被判定有營運或瀏覽過有關網站的人士，均有機會被判入獄或罰款[44][45]。
- 印度尼西亚西努沙登加拉省龙目岛继同月5日地震后再次发生强烈地震，至少造成10人遇难[46]。

## 8月20日
- 伊朗為瑞典企業 Scania 長期經營巴士卡車的市場，銷售量佔約該企業的5%，但受到美國對伊朗提出經濟制裁的影響，銷售量驟降。[47]

## 8月21日
- 中華民國宣布同薩爾瓦多共和國斷絕外交關係。[48]
- 中華人民共和國國務委員兼外交部長王毅與薩爾瓦多外交部長卡斯塔內達上午在北京簽署聯合公報，建立大使級外交關係。[49]
- 因受美國經濟制裁伊朗的威脅壓力下，歐洲石油開發商、汽車、飛機製造銷售商，將自伊朗撤資。[50]
- 俄罗斯卫生防疫部门发出旅游警告，向俄罗斯民众通报了中国境内北方地区近期的炭疽疫情，建议公民在计划前往中国旅行时要注意，同時加强在中俄边境的检疫工作，防止疫情流入[51]。

## 8月22日
- 奧地利媒體《標準報》同日報導，中國致力發展人工智慧，至此已遠超美國，媒體評論：「此舉將對未來經濟及軍事上，產生重大影響」。[52]
- 奧地利聯合政府內閣會議同日決議，委派現任工商總會會長（Harald Mahrer）承繼奧地利央行（OeNB）下一屆監事會主席。此職務將自本年9月1日起生效。[53]

## 8月23日
- 美国向新一批總值160亿美元的中國进口商品加徵25%关税，中國隨即對同等金額的美國進口商品加徵25%關稅。[54]
- 美國總統唐納·川普在推特表示已指示國務卿對南非沒收土地和農民被殺進行研究，引起南非政府反駁。[55]
- 澳洲政府宣布出於國家安全考慮，禁制中國華為與中興公司進入當地5G市場，澳洲廣播公司網站是日開始在中國大陸被限制訪問[56]。

## 8月24日
- 美國國安局前承包商因洩漏機密給媒體，同日遭判刑5年3個月。[57]
- 斯科特·莫里森就任澳大利亞總理。[58]
- 美國商務部宣布，委任前聯邦檢控官霍華德（Roscoe Howard）入主中興通訊出任合規代表，作為早前撤銷禁運的條件之一。其將於中興內部率領合規團隊，防止中興出售含有美國零部件的產品往伊朗等受制裁國家[59][60]。

## 8月25日
- 哈尔滨市松北区发生重大火灾事故，造成20人死亡。[61]
- 桂林市发生重大食物中毒事件，参加CAD/CG GDC学术会议的逾300名师生中毒。[62]

## 8月26日
- 埃默森·姆南加古瓦宣誓就任新一屆津巴布韋總統。[63]

## 8月27日
- 聯合國發佈調查羅興亞人危機的報告，直指緬甸國務資政昂山素姬「助長暴行」，並定性緬甸軍鎮壓和輪姦羅興亞人「有種族滅絕意圖」，認為緬甸軍方6名高層犯戰爭罪行應受制裁[64]。

## 8月28日
- 奈及利亞媒體（Thisday）報導，中國與非洲雙邊貿易額2018年（1~7月）止，已達1160億美元，較2017年同期成長了18.7%。[65]

## 8月29日
- 紐西蘭南部一「歐毛伊」（Omaui）的村莊，鑒於每年均有多數鳥類斃命於貓爪之下，推出「全面禁止飼養家貓」計畫。[66]

## 8月30日
- 瑞典企業（IKEA），因應經營效率問題，首次決議關閉挪威三家測試服務中心。其原址50名員工，將陸續移轉至其他單位繼續服務。[67]
- 阿根廷國家央行，為因應土耳其幣貶值問題，已於8月13日提高「基準利率(tasa de referencia)」自40% 上升至45%，但實際對穩定阿根廷幣匯率信心之成效不張，對此央行再於同日宣布利率大幅調升至60%，渴望此舉能有助於阿根廷幣匯率信心。[29]

## 8月31日
- 马来西亚从英国统治者手中争取到独立国家身份61周年，亦是政权轮替后的第一个独立日[68][69]。
- 頓內次克第一任總統扎哈尔琴科于顿涅茨克市中心咖啡馆被汽车炸弹袭击而身亡[70]。